# Oriolus kundoo
Oriolus kundoo là một loài chim trong họ Oriolidae.